# Список епізодів телесеріалу «Кістки»
«Кістки» (англ. Bones) — американський процесуальний комедійно-драматичний серіал, створений Гартом Генсоном для телекомпанії Fox. Прем'єра показу відбулася 13 вересня 2005 року, а завершилась 28 березня 2017 року, всього в ефір вийшли 246 серій протягом дванадцяти сезонів. Шоу засноване на криміналістичній антропології та судово-археологічній науці, кожен епізод фокусується на матеріалах справи ФБР щодо таємниці людських останків, переданих спеціальним агентом ФБР Сілі Бутом (Девід Бореаназ) судовому антропологу доктору Темперанс «Кістка» Бреннан (Емілі Дешанель). Він також показує особисте життя героїв. Також до головного складу входять Мікаела Конлін, Ті Джей Тайн, Ерік Міллеган, Джонатан Адамс, Тамара Тейлор, Джон Френсіс Делі та Джон Бойд.

## Список сезонів
| Сезон | Кількість епізодів | Оригінальні дати показу | Оригінальні дати показу |
| ----- | ------------------ | ----------------------- | ----------------------- |
| Сезон | Кількість епізодів | Прем'єра сезону         | Фінал сезону            |
| 1     | 22                 | 13 вересня 2005         | 17 травня 2006          |
| 2     | 21                 | 30 серпня 2006          | 16 травня 2007          |
| 3     | 15                 | 25 вересня 2007         | 19 травня 2008          |
| 4     | 26                 | 3 вересня 2008          | 14 травня 2009          |
| 5     | 22                 | 17 вересня 2009         | 20 травня 2010          |
| 6     | 23                 | 23 вересня 2010         | 19 травня 2011          |
| 7     | 13                 | 3 листопада 2011        | 14 травня 2012          |
| 8     | 24                 | 17 вересня 2012         | 29 квітня 2013          |
| 9     | 24                 | 16 вересня 2013         | 19 травня 2014          |
| 10    | 22                 | 25 вересня 2014         | 11 серпня 2015          |
| 11    | 22                 | 1 жовтня 2015           | 21 липня 2016           |
| 12    | 12                 | 3 січня 2017            | 28 березня 2017         |